# Malcolm McLaren
Malcolm Robert Andrew McLaren (født 22. januar 1946, død 8. april 2010) var en engelsk performer, impresario og manager for Sex Pistols og New York Dolls.

## Karriere
I begyndelsen af 1970'erne var McLaren kæreste med designeren Vivienne Westwood, og parret åbnede "Let It Rock", en tøjbutik i Chelsea i London. På en tur til New York fik han en aftale med gruppen New York Dolls om at skaffe kostumer til deres sceneoptræden, og han designede selv et opsigtsvækkende sæt i rødt læder med hammer og segl-motiv. Det vakte opsigt, men blev ikke nogen succes, og gruppen skiltes kort efter.
Imidlertid havde McLaren fået interesse for at arbejde for musikere, og da Chelsea-butikken havde skiftet stil med navneforandring til "SEX" samt salg af tøj i sadomasochistisk stil, tiltrak det et andet klientel end tidligere. Han mødte derved nogle unge musikere, der kaldte sig The Strand, og dem blev Malcolm McLaren manager for i 1976. Han fik gennemført nogle udskiftninger i gruppen, deriblandt tilføjelsen af John Lydon, som han fik gjort til forgrundsfigur som Johnny Rotten. Med ændringerne skiftede gruppen navn til Sex Pistols, som snart kom til at skabe ravage på den britiske musikscene. Med udsendelsen af den anarkistiske single "God Save the Queen" i samme uge, som dronning Elisabeth fejrede sølvbryllup, vakte gruppen skandale, som McLaren sørgede for at understøtte gennem en offentlig opførelse af nummeret fra en båd på Themsen uden for Parlamentet. Båden blev opbragt af politiet, og McLaren blev arresteret, hvilket var med til at øge pr-værdien af happeningen.
Snart ragede McLaren dog uklar med musikerne i gruppen, der beskyldte ham for dårligt management samt for at tage for stor en bid af kagen. Sex Pistols gik i opløsning, men var stadig penge værd i de kommende år, og McLaren havde rettighederne, til Lydon efter en retssag i 1987 opnåede fuld kontrol over gruppens rettigheder. Lydon og McLaren talte ikke sammen efter gruppens opløsning. 
I 1980'erne påbegyndte Malcolm McLaren selv en musikalsk karriere, blandt andet sammen med den amerikanske hip-hop-gruppe The World's Famous Supreme Team, og han udgav flere album gennem de næste årtier. Samtidig havde han gang i en række andre projekter til tv og film, og han var aktiv omtrent til sin død af kræft.